# Szikra Zsuzsa
Szikra Zsuzsa (Marcali, 1951. február 6. –) festőművész, portréfestő, grafikus, a Magyar Alkotóművészek Országos Egyesületének tagja.

## Művészélete
Már gyerekkora óta hatott rá apja, Szikra János festőművész művészete, aki a portré- és tájképfestés mellett akkoriban színházi díszleteket is készített a Marcali színjátszó társulatnak. A sok színes festékes vödör, az enyvszag, a nagy paravánok mind mind a gyermekkora fontos emléke.
Anyai nagymamája, aki építész volt és költészettel is foglalkozott, Fonyódon lakott és a nyári szüneteket ott töltötte a család. A nagymama, Takáts Ilona tervezte Szabó Lőrinc tihanyi nyaralóját és Illyés Gyula nyaralójának a fürdőszoba toldását is vállalta. Jó barátságba kerültek aminek a levelezések és a sok dedikált könyv is a tanúja. Zsuzsa tízéves korában vendégségben volt Illyés Gyuláéknál és máig szívesen emlékszik rá.
A középiskolát a pécsi Művészeti Gimnáziumban végezte el. 1973-ban felvételt nyert a Képzőművészeti Főiskolára, ahol Sarkantyú Simon volt a mestere. 1977-ben diplomázott festő szakon, majd a következő évben a Mesterképzőn vett részt. Művészeti Anatómiára az akkor 73 éves Barcsay Jenő tanította. Évfolyamtársai Mihályfi Mária, Lics Zsuzsa, Kovács Tamás Vilmos, Kalmár János voltak, csak párat említve.

## Kiállítások
- 1977 Berlin
- 1978 Salgótarján, Tavaszi Tárlat, Magyarország[16]
- 1979 Budapest, Műcsarnok Studio 79[17] és Pécs, Pécsi Galéria, Pécsi Művészetiből indultak, Magyarország
- 1980 Szentendre, Vajda Lajos Studio, Magyarország[18]
- 1981 Szekszárd, Babits-pályázat, Szekszárd, Magyarország[19]
- 1982 Győr, Madách-pályázat, Győr,[3] Magyarország
- 1984 Veszprém, Magyarország
- 1985 Budapest, Lila Iskola, Magyarország[20]
- 1985 Nagykanizsa, Egry József terem, Magyarország[21]
- 1986 Hulst, Galerie van Geyt, Hollandia
- 1987 Marcali, Bernáth Múzeum, Magyarország[22]
- 1988 Budapest Duna Galéria, Magyarország[23]
- 1996 Sint Niklaas, Internationale Exlibris competition, nemzetközi ex libris pályázat, Belgium[24]
- 1997 Fonyód, Tóparti Nyári Galéria,[25] Magyarország, Pécs, Pécsi Galéria, Magyarország[26]
- 2002 Hulst museum de vier ambachten, Hollandia[27]
- 2007 Internet kiállítás; Venice Carnaval[28]
- 2010 Tervezet: Duna Palota, Budapesti Tavaszi Fesztivál, március 2010, Budapest, Magyarország[29]
- 2010 Tervezet: Saarbrücken, Németország, 2010

## Tanulmány Utak
- Görögország, 1982
- Párizs (Louvre és Centre Georges Pompidou) Róma (Vatican Museums) Firenze (Uffizi Képtár), Velence (Guggenheim Museum), 1977
- St. Pétervár (Hermitage)[30] és Moszkva (Pushkin Museum), 1976
- Madrid (Prado) 1980
- London (Tate Galéria, British Museum) 1986 – 2000

## Illusztrált könyvek
- Timmermans, Peter & Szikra Zsuzsa: Een leven aan de Antwerpse haven : Beer Struyf / PeterTimmermans ; with drawings from Zsuzsa Szikra. Ljubljana : His Story, 1996. ISBN 978-963-200-548-5
- Sponselee, George & Zsuzsa Szikra: Zou 't beter zijn, 't zou niet deugen. With drawings from Zsuzsa Szikra 1989.
- Sponselee, George & Zsuzsa Szikra: Katrien, een verhaal uit het Zeeuws-Vlaamse land . Hulst, 1997 with drawings from Zsuzsa Szikra
- Sponselee George & Szikra Zsuzsa: Frida, Een verhaal uit het Zeeuws-Vlaamse land. With drawings from Zsuzsa Szikra. 1992
- Zsuzsa Szikra: Poetic Mind, A Journey Through Colors. 45 poetic abstract paintings by Zsuzsa Szikra/ text Philip Sparks. Liszt Press, 2010. ISBN 978-961-223-826-1